# Micuko Aojama
Micuko, hraběnka Coudenhove-Kalergi (německy Mitsuko, Gräfin von Coudenhove-Kalergi; 7. července 1874 Tokio – 27. srpna 1941 Mödling), rodným jménem Micu Aojama (japonsky 青山みつ, Aojama Micu), byla poté, co se provdala za rakouského diplomata Heinricha Coudenhove-Kalergi v Tokiu, jednou z prvních Japonek, která přišla do Evropy. Byla matkou sedmi dětí – jejím druhorozeným synem byl Richard Mikuláš Coudenhove-Kalergi, spoluzakladatel Panevropské unie, hnutí pro sjednocení Evropy.

## Život

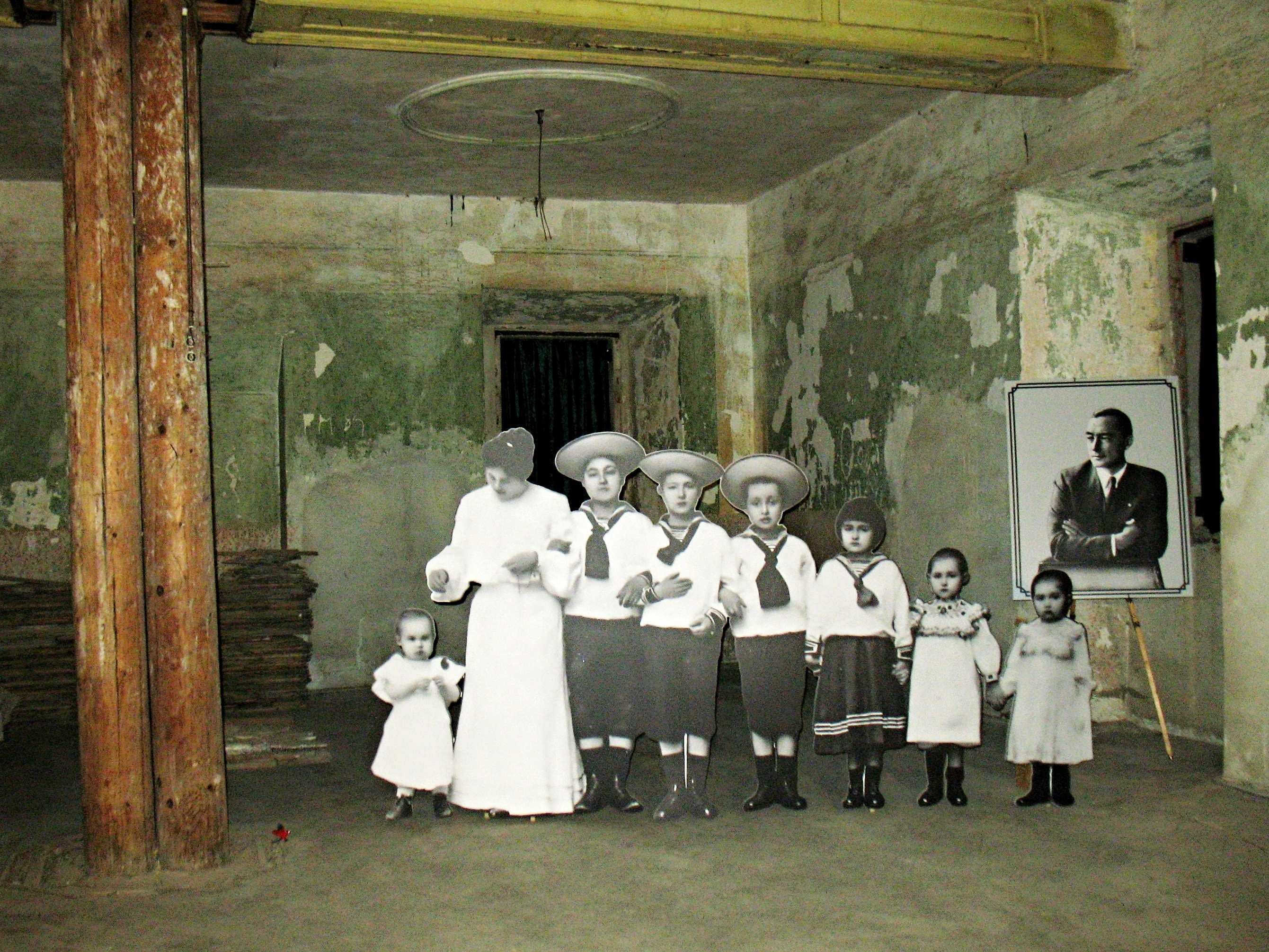
Expozice v interiéru poběžovického zámku s využitím dobové fotografie hraběnky Micuko Coudenhove-Kalergi a jejích sedmi dětí

Narodila se v rodině tokijského obchodníka se starožitnostmi Aojamy, kterého navštěvoval rakouský diplomat (chargé d’affaires, často zastupující nemocného rakouského velvyslance v Japonsku a Číně) hrabě Heinrich Coudenhove a nakupoval  zde japonská umělecká díla. Tak se Micuko ve věku sedmnácti let v otcově domácnosti seznámila s rakouským hrabětem.
Heinrich Coudenhove ji nejprve zaměstnal na vyslanectví jako hospodyni. Žádost o povolení sňatku byla zprvu zamítnuta, později však byl souhlas udělen, a tak se 16. května 1892 vzali v Tokiu se souhlasem rakouského a japonského ministerstva zahraničí. Kvůli sňatku Micuko přestoupila na katolickou víru – v tentýž den ještě před svatebním obřadem ji jménem Maria Theklapokřtil tokijský katolický biskup Pierre Osouf. Roku 1896 byla Micuko císařovnou Eišó přijata do klubu manželek zahraničních diplomatů.
Ještě v Japonsku se páru narodily dvě děti. Po skončení diplomatické mise Heinricha Coudenhove-Kalergi se v roce 1896 vydali zpět do Evropy, kde hrabě Coudenhove-Kalergi převzal správu rodinného panství v Poběžovicích na Domažlicku. Zde se jim do roku 1906 narodilo dalších pět dětí. Micuko se intenzivně vzdělávala, učila se francouzsky, německy, matematiku, zeměpis a historii. Rodina žila na zámku v Poběžovicích, který byl do roku 1945 nazývaný Ronšperk. Jako letní sídlo dal hrabě upravit klášter v Pivoni, kde Micuko nejraději trávila svůj čas, věnovala se malbě.
Po nečekané smrti manžela v květnu 1906 se Micuko kromě výchovy dětí ujala i správy rodinného majetku. Kvůli tomu začala studovat ještě právo a ekonomiku. Jak ve svých pamětech uvedl její syn Richard, smrt manžela, který jí byl v cizí zemi hlavní oporou, Micuko zcela změnila – zatímco dříve byla citlivá a trpělivá, stala se panovačnou a despotickou. Richard doslova uvedl, že jako hlavy rodiny se jí báli všichni – jak zaměstnanci, úředníci a služebnictvo na panství, tak i její děti, které nakonec poslala do internátních škol v Rakousku.
Micuko se stýkala s japonskými velvyslanci, aby zmírnila stesk po domově. Během 1. světové války odešli dva synové na frontu a Micuko se odstěhovala do Pivoně. Zde založila vojenský lazaret. Po vzniku Československé republiky roce 1918 Micuko žila do roku 1922 v Poběžovicích a Pivoni, poté odešla s dcerou Olgou do Rakouska, kde se usadily v Mödlingu. Zůstala opuštěná, s dětmi neměla dobré vztahy a nestýkala se s nimi. Poběžovického panství se ujal nejstarší syn Johannes zvaný Hansi, československé občanství měl i druhorozený Richard, který však žil v Rakousku. 
Do Japonska se Micuko již nikdy nevrátila, a když roku 1941 ve věku 67 let v důsledku mozkové mrtvice. Byla pohřbena na vídeňském hřbitově v Hietzingu.

## Děti a potomci
- Johannes (15. 9. 1893, Tokio – 2. 1. 1965, Řezno), zvaný Hansi, manž. 1914 Lilly Helena Steinschneider-Wenckheim (13. 1. 1891, Budapešť – 28. 3. 1975, Ženeva). Poslední majitel zámku v Poběžovicích z rodu Coudenhove-Kalergi.
- Richard Mikuláš (16. 11 1894, Tokio – 27. 7. 1972, Schruns, Rakousko), hrabě Coudenhove-Kalergi, Dr.phil., zakladatel Panevropského hnutí, I. manž. 1915 Ida Roland Klausner (18. 2. 1881, Vídeň – 27. 3. 1951, Nyon), II. manž. 1952 Alexandra von Tiele-Winkler (8. 9. 1896 – 21. 1. 1968, Salcburk), III. manž. 1969 Melanie „Mela“ Benatzky (21. 7. 1909, Vídeň – 19. 1. 1983, Curych)
- Gerolf (18. 12. 1896, Poběžovice – 30. 12. 1978, Londýn), manž. 1925 Žofie Marie Pálffyová z Erdődu (8. 6. 1901, Březnice – 5. 8. 1976, Vídeň), rodiče novinářky Barbary Coudenhove-Kalergi (* 15. ledna 1932, Praha)
- Alžběta (14. 12. 1898, Poběžovice – 25. 10. 1936, Paříž), svobodná a bezdětná
- Olga (17. 8. 1900, Poběžovice – 11. 10. 1976, Altenstadt, Švábsko), svobodná a bezdětná
- Ida Frederika (2. 12. 1901, Poběžovice – 15. 5. 1971, Frankfurt nad Mohanem), spisovatelka katolických románů, manž. 1935 Carl-Josef Görres (6. 2. 1905, Berlín – 11. 3. 1973, Freiburg im Breisgau)
- Karel (10. 6. 1903, Poběžovice – 3. 5. 1987, Vídeň), operní pěvec, manž. 1929 Anita Karola Neuder (1. 3. 1898, Vídeň – 3. 8. 1981, Schaffhausen)Micuko Coudenhove-Kalergi

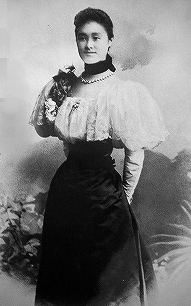
Micuko Coudenhove-Kalergi

## Micuko Aojama v literatuře a umění

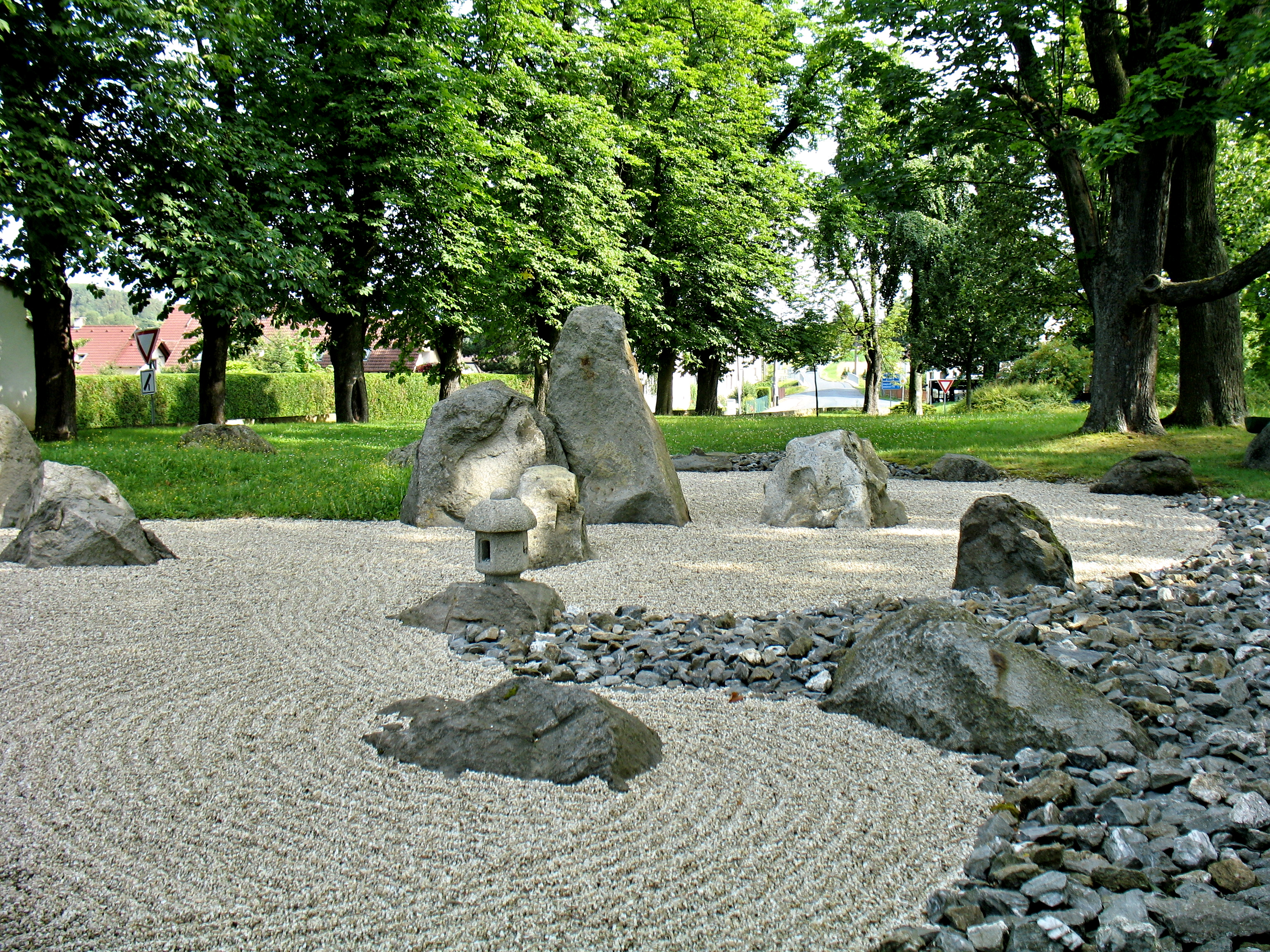
Zenová zahrada v Poběžovicích

Postava Micuko je v Japonsku velmi známá. Někdy bývala přirovnávána dokonce k populární rakouské císařovně Sisi.Během přípravy dokumentu o životě Micuko našli pracovníci japonské televize v rodinném archívu v Poběžovicích její deník, který se stal základem pro divadelní hru, jež byla posléze uvedena ve Vídni.
V roce 2015 vydala japanistka a kunsthistorička Vlasta Čiháková–Noshiro knihu Mitsuko – matka moderní Evropy?. Mitsuko Aojama je hlavní postavou komiksu manga s názvem Lady Mitsuko od autorky Waki Yamato.[zdroj?] Další knihou o Micuko je Hraběnka přišla z Tokia od japonské autorky žijící od roku 1968 v Mnichově Masumi Schmidt-Muraki. Kniha vyšla v češtině v roce 2019. Její křest se konal 7. září 2019 na Městském úřadě v Poběžovicích za přítomnosti autorky.
Na památku pobytu Micuko v Čechách byla v poběžovickém zámeckém parku v roce 2015 vybudována zenová kamenná zahrada. Kameny pro zahradu vybral z místních zdrojů Kanji Nomura, jeden z předních japonských architektů. Název zahrady je „Coudenhove-Kalergi Zen zahrada míru“ a má symbolizovat mír mezi národy a kontinenty, soudržnosti s rodinou a úctu k domovu.
Osobě Micuko se věnuje i expozice Po stopách hraběnky Mitsuko na zámku Horšovský Týn. Micuko zámek za svého života často navštěvovala a právě sem bylo převezeno původní zařízení, které se dochovalo ze zámku v Poběžovicích.